# ヒロ・オクムラ
ヒロ・オクムラ（1989年7月13日 - ）は、日本の男性お笑い芸人。所属事務所はSMA NEET Project。ワタナベコメディスクール16期生。R-1グランプリ2025ファイナリスト。

## 略歴
奈良県立畝傍高等学校出身。
大学の後輩である森佳樹（現・おちもり）を誘って2012年4月にワタナベコメディスクールへ16期として入学し、「シカチャンネル」を結成するが12月に解散。その後、養成所の同期である亀井公作(現在は引退)と｢シエスターズ｣を結成し、ニュースタッフプロダクションに所属。その後、解散しピン芸人『奥村CEO』として活動、2013年4月1日よりSMA HEET Project所属芸人として活動開始。
2015年1月1日に小橋太っ太（前・3フランシスコ）とのお笑いコンビ｢小橋・奥村組｣を結成、その後「Wニードロップ」に改名。その際に芸名を現在の『ヒロ・オクムラ』へ改名。2020年3月21日に自身のXにてWニードロップの解散を発表し、2020年8月7日のWニードロップ小橋太っ太引退ライブをもって解散。
現在はSMA NEET Project所属のピン芸人として活動する傍ら、プロダクション人力舎所属の三福エンターテイメントとのユニット今夜も星が綺麗として、またお笑いプロレスSUGAMOの実況アナウンサーとしても活動する。

## 人物
自身の学生時代について「クラスの“〇〇ランキング”で全部1位になりたいと頑張るような子だった」と語っており、勉強で手を抜くことがなかった。また奈良県出身のためお笑い番組が多く、自然と「芸人ってええな」と思い始めたことも語っている。
芸名はヒロ斎藤、マサ斎藤、ヒロ・マツダなどのプロレスラーにちなみ、自身もプロレスファン。プロレス好きになったのは父の影響。
ツイキャスにて『ヒロ・オクムラのぺちゃくちゃラジオ』という配信をしており、『ぺちゃくちゃラジオ(外)』や『ぺちゃくちゃライブ』等のライブを打ったり、ツイキャスの機能であるキートスで集まった資金を使ってバンジージャンプを飛んだりしたことがある。
自身では「目立ちたくないし、人前に立つのも怖い」「根がピンじゃない」と自己分析している。
2019年頃までバーバラ鬼頭とシェアハウスしており、翌年の2020年10月頃から2023年7月頃まではアベコベ山脈のげんちゃん、トラックスミスとシェアハウスしていたが、現在は一人暮らしである。
R-1グランプリについて「R-1だけ予選のチケット買って見に行くぐらい好きやった」「“何をしてもいい”というのが一番の魅力」と語っている。
2025年以降、ABEMA『NOAH TIME LIVE』に度々ゲスト出演している。
同年6月以降、千葉テレビ放送『昨日のアレ観』のサブMCとして不定期で出演している。

## 賞レース戦績

### Wニードロップ
M-1グランプリ
| 年度   | 結果      | エントリーNo. | 備考                   |
| ------ | --------- | ------------- | ---------------------- |
| 2015年 | 2回戦進出 | 1934          |                        |
| 2016年 | 2回戦進出 | 1397          | 小橋・奥村組として出場 |
| 2017年 | 2回戦進出 | 140           |                        |
| 2018年 | 1回戦出場 | 3913          |                        |
| 2019年 | 2回戦進出 | 979           |                        |

### ヒロ・オクムラ
R-1グランプリ
| 年度   | 結果         | 備考                            |
| ------ | ------------ | ------------------------------- |
| 2020年 | 準々決勝進出 | 当時の大会名は「R-1ぐらんぷり」 |
| 2025年 | 決勝9位      |                                 |

### 今夜も星が綺麗
M-1グランプリ
| 年度   | 結果       | エントリーNo. | 備考                    |
| ------ | ---------- | ------------- | ----------------------- |
| 2020年 | 1回戦出場  | 2160          |                         |
| 2021年 | 3回戦進出  | 2196          |                         |
| 2022年 | 2回戦進出  | 3582          |                         |
| 2023年 | 3回戦進出  | 4176          |                         |
| 2024年 | 準決勝進出 | 4050          | 敗者復活戦Aブロック敗退 |

## 出演

### テレビ
- 有田ジェネレーション（TBS、2021年1月26日）[17]

### 主な主催ライブ
- ヒロ・オクムラ単独ライブ『文字量』（新宿ハイジアV-1、2023年12月19日）[18]
- ヒロ・オクムラ単独ライブ『文字量Ⅱ』（新宿ハイジアV-1、2024年5月1日）[19]
- ヒロ・オクムラ単独ライブ『文字量Ⅲ』（新宿ハイジアV-1、2024年12月4日）[20]
- 今夜もマツモトが綺麗（千川びーちぶ、2025年1月12日）[21]